# United Nations Aouzou Strip Observer Group
Die United Nations Aouzou Strip Observer Group (englisch; deutsch: Beobachtergruppe der Vereinten Nationen im Aouzoustreifen, Abkürzung UNASOG) basierte auf der UN-Resolution 915 vom 4. Mai 1994 und war von Mai 1994 bis Juni 1994 im Tschad und in Libyen eingesetzt.
Ziel des UN-Mandats war die Überwachung des Abzugs der Truppen Libyens aus dem Aouzou-Streifen im Tschad. Geführt wurde der Einsatz vom Hauptquartier Aouzou Base durch Colonel Mazlan Bahamuddin aus Malaysia. Eingesetzt waren insgesamt neun Militärbeobachter und sechs zivile Mitarbeiter aus Bangladesch, Ghana, Honduras, Kenia, Malaysia und Nigeria.